# Saint-Amand-Magnazeix
Saint-Amand-Magnazeix este o comună în departamentul Haute-Vienne din centrul Franței. În 2009 avea o populație de 538 de locuitori.

## Evoluția populației
| An        | 1975 | 1982 | 1990 | 1999 | 2006 | 2009 |
| --------- | ---- | ---- | ---- | ---- | ---- | ---- |
| Populație | 705  | 608  | 521  | 442  | 512  | 538  |